# Kobresia yangii
Kobresia yangii là loài thực vật có hoa trong họ Cói. Loài này được S.R.Zhang mô tả khoa học đầu tiên năm 1995.